# Обечайка

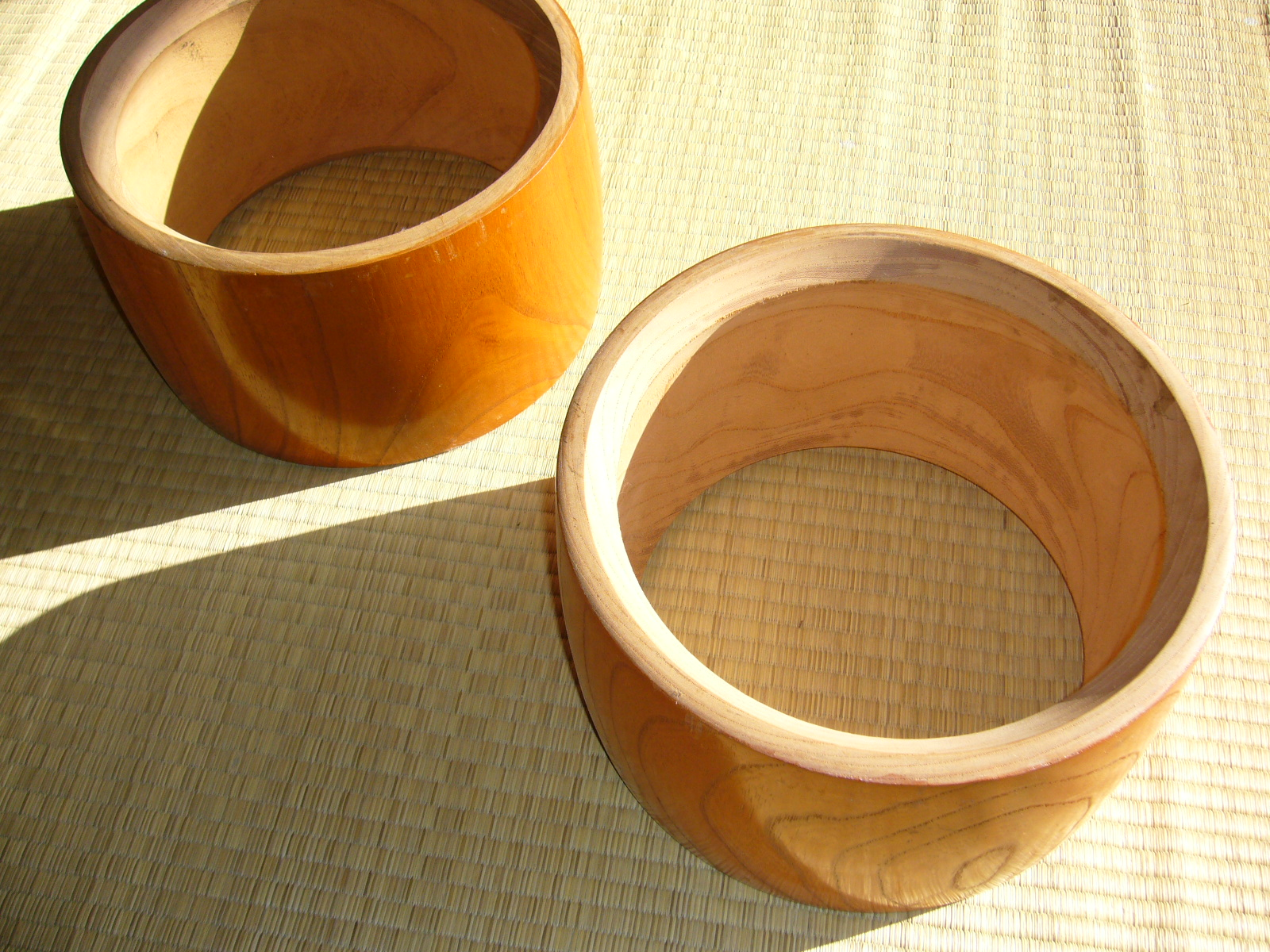
Заготовки для обечаек барабана

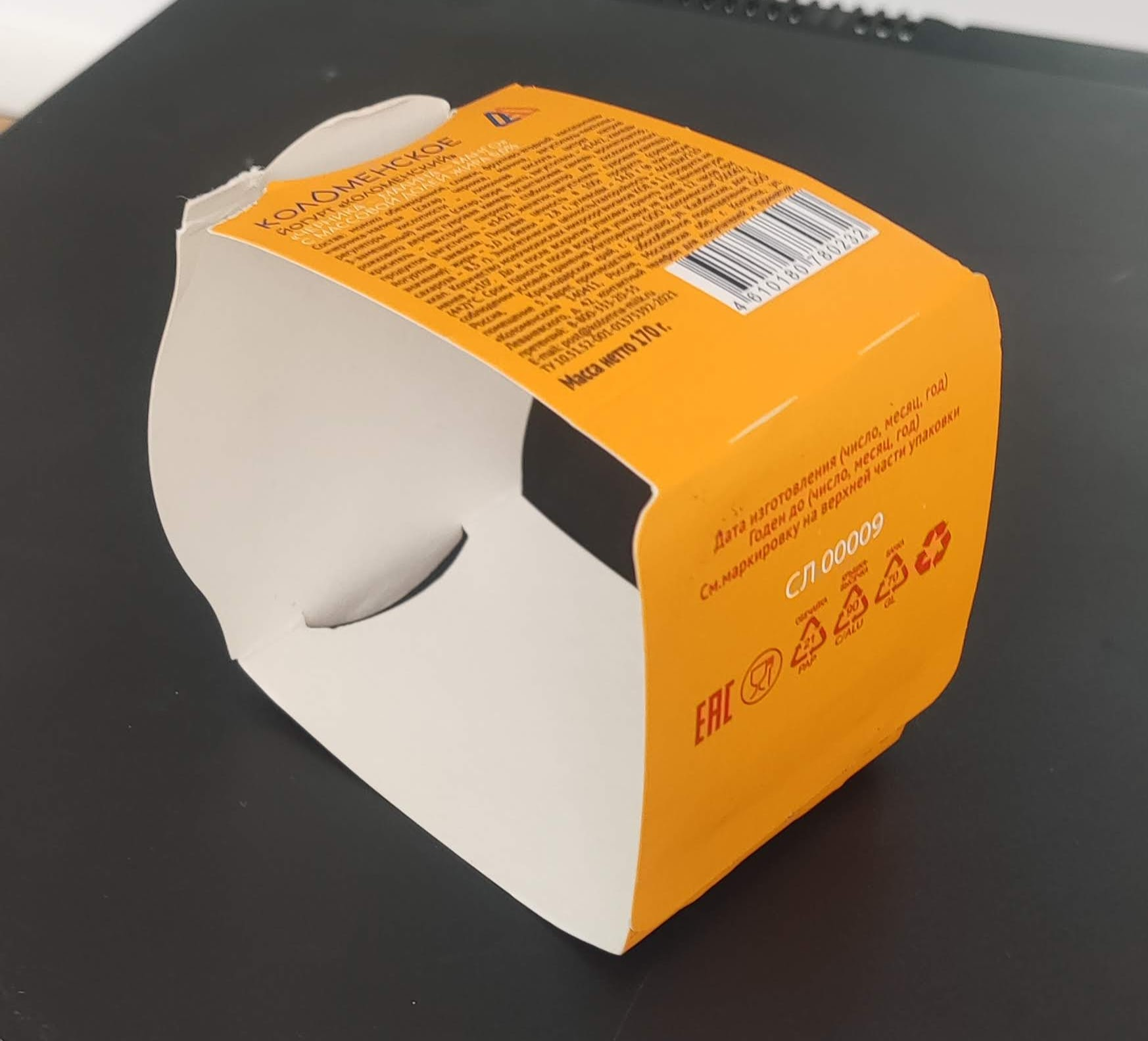
Картонная обечайка, снятая со стеклянной баночки йогурта

Обеча́йка — открытый цилиндрический или конический элемент конструкции (типа обода или барабана, кольца, короткой трубы), используемый в изготовлении сварных или деревянных сосудов, резонаторов музыкальных инструментов, стенок люков и т. д.
Обечайка барабана называется кадлом. Обечайки музыкальных инструментов изготавливают из тонких дощечек или трёхслойной фанеры путём ги́бки, сопровождаемой нагреванием в увлажнённом состоянии. Также обечайки являются основой конструкции бубнов.
Металлические обечайки для котлов, баков, резервуаров и других металлоконструкций производятся методом вальцовки при малых толщинах листов или гибкой и раскаткой при толщине листа более 40 мм.
Также обечайкой могут называть вспомогательное приспособление, укрепляющее стенки упаковки из гофрокартона; картонную ленту, оборачивающую стеклянную баночку.
На струнных музыкальных инструментах обечайкой называется боковая сторона корпуса, что соединяет собой верхние и нижние деки.
Виолончель. На виде сбоку видна обечайка.